# Storia del Partito della Rifondazione Comunista (1994-1998)
La Storia del Partito della Rifondazione Comunista dal 1994 al 1998 comprende la fase di convivenza al vertice del Prc tra il presidente Armando Cossutta e il segretario Fausto Bertinotti, fase che si concluderà con una pesante scissione del primo e la definitiva affermazione del secondo.

## La segreteria di Bertinotti

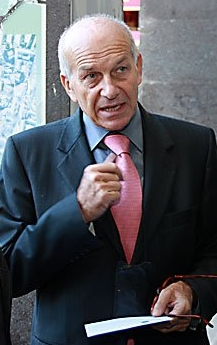
Fausto Bertinotti

Il 10 maggio 1993 Fausto Bertinotti lascia polemicamente il PDS insieme ad altri 40 sindacalisti della CGIL. Bertinotti è in quel momento il leader della corrente massimalista e minoritaria Essere sindacato della CGIL, ed è un socialista massimalista notoriamente ingraiano. Nel 1991, persa la battaglia contro lo scioglimento del PCI, come consigliato da Ingrao, aveva preferito rimanere nel PDS.
Inizialmente Bertinotti rifiuta una sua adesione al PRC finché il 17 settembre avviene la svolta: Bertinotti è pronto a prendere la tessera e Cossutta lo vuole subito segretario.
Il 23 gennaio 1994 Fausto Bertinotti diventa il secondo segretario di Rifondazione Comunista, grazie a un accordo tra Cossutta e Magri. Nel Comitato politico nazionale ottiene il voto favorevole di 160 membri su 193, un risultato che viene considerato dal politico lombardo estremamente positivo.

## Nasce la Seconda Repubblica
In conformità col mutato spirito della legge elettorale, e in vista delle elezioni politiche del 1994, il 3 febbraio viene presentata l'Alleanza dei Progressisti che comprende otto partiti di centro-sinistra, tra cui il PRC, che ne è l'ala più radicale.
Il 27 e 28 marzo si vota per il rinnovo del Parlamento e il PRC avanza ulteriormente ottenendo il 6% dei suffragi, ma la coalizione vincente è quella di Silvio Berlusconi, che diviene il nuovo Presidente del Consiglio.
Il 12 giugno, le sue prime elezioni europee fruttano 6 europarlamentari.
Il 19 dicembre il PRC presenta una propria mozione di sfiducia contro il governo Berlusconi I, in autonomia da quelle di Lega Nord-Partito Popolare Italiano e del Partito Democratico della Sinistra. Il 22 dicembre Berlusconi si arrende e si dimette. Secondo alcuni esponenti comunisti, tra cui Livio Maitan, questo è il primo grande risultato a livello nazionale raggiunto da Rifondazione.

## La scissione deiComunisti Unitari
Caduto il Governo Berlusconi, il dibattito verte sul fatto se sia il caso di sciogliere le camere oppure permettere la nascita di un nuovo governo. Il nuovo governo sarebbe presieduto dall'ex-ministro berlusconiano Lamberto Dini. Un governo di tregua super-partes voluto da Lega Nord, PPI e PDS.
Nel PRC la grande maggioranza è per il ritorno alle urne e il Cpn decide di votare no al governo Dini. Il 25 gennaio 1995 alla Camera Il PRC vota compatto contro il governo Dini.
Il 1º febbraio invece nel gruppo comunista al Senato, Umberto Carpi voterà la fiducia. Per questo episodio, dieci giorni dopo Carpi sarà giudicato e sospeso dal partito per sei mesi.
Per protesta contro questa decisione, il 16 febbraio Gianfranco Nappi e Martino Dorigo si dimettono dagli incarichi direttivi. Il giorno dopo per solidarietà verso Carpi, Garavini si autosospende.
Il 21 febbraio 13 deputati comunisti sottoscrivono un documento contrario al presidente Cossutta. Il documento è firmato da Garavini, Vignali, Altea, Giulietti, Boffardi, Commisso, Calvanese, Sciacca, Scotto di Luzio, Dorigo, Bielli, Vendola e Nappi.
Il 7 marzo l'ala ribelle porta di nuovo i suoi voti al Senato per approvare la manovra economica bis di Dini. Il 16 marzo alla Camera si arriva al culmine: Dini pone la fiducia sulla manovra finanziaria che passa per 6 voti. Qui i 16 voti dei dissidenti di Rifondazione Comunista risultano decisivi.
Crucianelli è rimosso da capogruppo e sostituito il 30 marzo dal direttore di Liberazione Oliviero Diliberto (sostituito al giornale da Lucio Manisco).
Il partito decide di non prendere provvedimenti disciplinari, ma chiede un «confronto» con l'ala ribelle. Confronto bruscamente interrotto il 14 giugno, quando Sergio Garavini, Luciana Castellina, Lucio Magri, 14 deputati, 3 senatori, 2 europarlamentari e un gruppo di dirigenti locali escono dal Prc per dar vita al Movimento dei Comunisti Unitari.
Intanto dall'8 aprile Liberazione diventa quotidiano.

## 1996: il PRC al suo massimo storico
Alle elezioni regionali del 23 aprile 1995 Rifondazione balza all'8%. Di conseguenza nel centrosinistra si intuisce che un accordo col PRC per le prossime elezioni politiche può essere decisivo.
Il 13 maggio a Milano si svolge una nutrita manifestazione (sfilano in 40 000) indetta da Rsu e sindacalismo di base contro la riforma pensionistica di Dini. Il PRC è l'unico partito presente. Questo episodio dà la cifra di cosa sia il PRC in questa fase storica.
Il 15 luglio circa duecento dirigenti nazionali e locali di Rifondazione Comunista, chiedono con una lettera a Bertinotti che il partito non stipuli accordi politico–elettorali con l'Ulivo e la Lega, rimanendo all'opposizione. Dietro questa richiesta c'è anche il leader di minoranza trotzkista Marco Ferrando.
Il 26 ottobre il centrodestra conta di far cadere il governo Dini con una mozione di sfiducia e l'appoggio dei comunisti. Ma la fiducia passa per 9 voti perché il PRC si astiene: viene presa per buona la promessa di Dini di dimettersi entro l'anno, a legge finanziaria approvata. Dini si dimetterà il 30 dicembre.
Il 6 dicembre Romano Prodi presenta il programma di governo della coalizione di centrosinistra. Il PRC boccia il documento insieme alla  Federazione dei Verdi.
Il 25 febbraio 1996 il CPN del PRC approva un «patto di desistenza» con l'Ulivo. In pratica l'Ulivo rinuncia a presentarsi in 45 collegi maggioritari "sicuri", lasciandoli al PRC che però userebbe il vecchio simbolo dell'Alleanza dei Progressisti. Un mero patto elettorale che non prevede accordi di governo.
Il 21 aprile il PRC ottiene il suo massimo storico e risulta decisivo alla Camera dei deputati per dare una maggioranza al centrosinistra. Coerentemente col patto di desistenza, il PRC decide di dare un appoggio esterno al neonato governo Prodi I, che ottiene la fiducia dal PRC il 24 e 31 maggio. Solo la deputata Mara Malavenda il 31 maggio vota contro il Prodi I, ed esce polemicamente dal partito, ma senza un reale seguito.

## Prodi, Cossutta e Bertinotti: la crisi del 1997
I rapporti PRC-Prodi non sono però semplici e lineari, ma vengono discussi immediatamente a Roma dal III congresso del PRC, a metà dicembre 1996. A contrapporsi sono due mozioni: quella del presidente e del segretario, e quella delle opposizioni unite (trotzkisti di varia estrazione e stalinisti).
Senza sorprese passa la prima mozione con 630 voti congressuali (85,48%), contro i 107 (14,51%) della minoranza. Il partito sceglie così di «influenzare l'esperienza del governo Prodi affinché il Paese possa vivere un nuovo corso riformatore, segnando così la fuoriuscita sia rispetto alle devastanti vicende degli anni ottanta, che alle disastrose politiche neoliberiste degli anni novanta». Le parole d'ordine sono «radicalità e unità».
Il 14 gennaio 1997 Bertinotti avverte: «Prodi deve decidere se appiattirsi sulle sollecitazioni che gli vengono per mimetizzarsi in una politica moderata - e allora sarebbe inevitabile il contrasto con noi - oppure finalmente imboccare riforme a partire dal protagonismo sul contratto dei metalmeccanici».
E più o meno si andrà avanti così ogni giorno.
Il 28 settembre 1997 il Consiglio dei ministri approva la finanziaria 1998, ma il 30, dopo una lunga discussione, il PRC la rimanda al mittente. Sintetizza Marco Rizzo: «Su tutto il fronte, dal lavoro alla scuola, dagli immigrati alla questione droga, questo governo non ha mai imboccato una strada di sinistra. Ne va della nostra 'ragione sociale'».
È la crisi, anzi «la crisi più pazza del mondo», come la definirà Prodi. Per scongiurare la caduta del governo, si moltiplicano le trattative. Bertinotti vuole il ritiro della manovra, il governo è disponibile a fare delle modifiche.
Il 7 ottobre Prodi si presenta alla Camera per ricordare i successi di 500 giorni di governo e vengono avanzate modifiche su un nuovo ruolo per l'IRI, l'orario di lavoro ridotto, i ticket e le pensioni di anzianità.
Il 9 ottobre Diliberto presenta una risoluzione firmata anche da Bertinotti e Cossutta che boccia la finanziaria. Prodi non aspetta il voto e va a rassegnare le dimissioni. La crisi di governo è formalmente aperta.
Il 10 ottobre Bertinotti annuncia al Presidente della Repubblica Oscar Luigi Scalfaro di esser pronto a sostenere un governo di programma per un anno con la stessa maggioranza.
Il 13 ottobre la soluzione alla crisi. PRC e Prodi fanno pace grazie anche al Quirinale da un lato e, dall'altro, alla discesa a Roma di una delegazione di metalmeccanici bresciani. Si giunge a un nuovo patto di un anno fra comunisti e centrosinistra: il PRC accetta le modifiche avanzate dal governo e il governo si impegna a varare una legge che riduca le ore settimanali di lavoro a 35 entro il 2001, in modo che «si lavori meno, per far lavorare tutti». Quanto alle pensioni, queste saranno garantite a chi ha svolto lavori usuranti e malpagati.
Ma l'autunno '97 mette in luce come sia difficile la convivenza tra la fazione vicina al segretario Fausto Bertinotti e quella vicina al presidente Armando Cossutta. Dal 13 ottobre 1997 iniziò a montare tra presidente e segretario del PRC, come dirà Cossutta, «un dissenso che non era frutto del temperamento, ma di qualcosa di diverso».
Il 9 novembre si svolgono le elezioni suppletive nel collegio del Mugello e il PRC presenta l'indipendente Sandro Curzi in contrapposizione all'ulivista Antonio Di Pietro e al polista Giuliano Ferrara. Finiranno rispettivamente al 13%, 68% e 16% dei voti.

## 1998: tra cossuttiani e bertinottiani
A dicembre esce il nuovo numero di Rifondazione, il mensile del partito diretto da Cossutta con Rina Gagliardi, con un editoriale dal titolo Dopo la crisi che ha l'intento di esternare la differenza di vedute politiche e strategiche che c'è fra presidente e segretario.
Scrive Cossutta sulla crisi di due mesi prima: «Non potevamo fare diversamente, non dovevamo fare diversamente. Chi aveva stabilito con noi un'intesa parlamentare non poteva non saperlo. (...) Non c'era da avere dubbi o incertezze, né ci furono, perché alla base della nostra posizione politica stava la stessa nostra ragione di esistere come libera forza politica. Eppure noi stessi non abbiamo valutato appieno, ferma restando la necessità di assumere quella posizione di rottura, tutti gli effetti della crisi».
Il riferimento è al fatto che gente comune di sinistra, pur appoggiando le ragioni rifondiste, non voleva la rottura col governo. Aggiunge Cossutta: «Si sono presentati in tutta la loro immensa dimensione nuovi 'tabù' di questa fase della nostra storia politica: primo fra tutti quello che non bisogna fare cadere il governo di centrosinistra e non tanto per i suoi valori in se stessi ma perché esso è meglio del ridare il potere nelle mani delle destre di Berlusconi e Fini. C'è la difficoltà di alcuni settori del partito a rendersene conto. È venuta così allo scoperto una situazione che avevamo ben chiara sin dal nostro nascimento come partito politico ma che si è rivelata portatrice di conseguenze superiori alle nostre stesse valutazioni. Convivono nel partito condizioni differenti come se ci fossero tre partiti nello stesso partito».
Ovvero il «partito degli eletti» (compresi i dirigenti di ogni livello), il «partito degli iscritti» (120 000 "compagni" parzialmente attivi), e il «partito degli elettori» (3,5 milioni). Questo fa sì che il PRC sia ancora un «partito d'opinione», cioè «una formazione politica che esprime una politica alternativa, antagonista, ma che non ha un corrispondente insediamento sociale né un'adeguata presenza organizzata. Vuole essere, deve essere un moderno partito politico di massa ma tale ancora non è».
Secondo Cossutta in Italia ci sono «due sinistre (PRC e PDS, ndr) fra di loro diverse ma che sarebbe bene non siano fra di loro contrapposte, bensì in leale competizione». Infine lancia un forte no ad un partito che faccia «mera propaganda delle sue pur fortissime ragioni».
Sul numero successivo di Rifondazione del gennaio 1998, esce la risposta di Bertinotti dal titolo Sette temi del partito di massa, e suona come una replica puntigliosa all'editoriale di Cossutta:
- Il governo "pigliatutto".

«Oggi viene in evidenza il governo pigliatutto, la progressiva riduzione della politica all'interno della sfera del governo, che sempre di più tende ad assorbire la rappresentanza, le aggregazioni partitiche, le forme, vecchie e nuove, di organizzazione. (...) La trasformazione e il conflitto sociale rischiano così l'espulsione dalla sfera della politica. La critica delle nuove forme di organizzazione del consenso all'esistente e la costruzione di anticorpi ai processi di passivizzazione delle masse sono, all'interno di una più generale critica di questa modernizzazione capitalistica, il fondamento teorico-pratico per la ricostruzione del partito di massa».
- La crisi della rappresentanza ovvero "il trionfo della autonomia del Politico come gestione".

«In Italia il bipolarismo altro non è che una scorciatoia a-democratica alla crisi di rappresentanza: nell'incapacità impossibilità di rispondere alle domande sociali, nella rinuncia a proporsi come interlocutore attivo, di mediazione e trasformazione progettuale, dei soggetti, il sistema politico si tecnicizza, si inaridisce, espelle da sé ogni finalità che non sia di natura funzionalistica. (...) L'esclusione dalla politica-gestione della contraddizione sociale e di genere, come dei bisogni più radicali, configurano quelle che il filosofo potrebbe chiamare i nuovi residui della democrazia contemporanea. Residuo sta qui per ciò che resta fuori e che non è assimilabile, sussumibile. Questi residui non sono condannati al destino dell'inerzia. Essi sono, al contrario, una risorsa potenziale per la democrazia e la trasformazione. La nostra politica deve proporsi, in primo luogo, la loro attivazione, il loro ingresso nella partecipazione».
- Il senso attuale del partito di massa - dunque «è necessario ricominciare a definirne le finalità, i caratteri, le funzioni generali» di «un nuovo partito comunista di massa».

«In linea generale, oggi, il partito comunista di massa è un soggetto politico che organizza le classi subalterne sia attorno a un programma generale di trasformazione della società nella prospettiva cioè dell'alternativa e del superamento del capitalismo, sia attorno a una proposta politica e sociale di medio periodo, incentrata sulla ricomposizione sociale e sulla crescita della partecipazione democratica. (...) Il nuovo partito di massa, se vuole diventare una costruzione politico-sociale di efficacia paragonabile a quella svolta dai partiti storici, deve operare un surplus di innovazione qualitativa, tanto nella teoria quanto nella pratica politica organizzata. In un senso preciso esso rovescia il rapporto classico tra sociale e politico: non si tratta oggi di inserire masse plebee e protestatarie nel circuito della rappresentanza istituzionale, e quindi di accorciare la distanza tra società civile e società politica, ma di ridare spessore e autonomia alla società civile contro la passivizzazione, la delega, la deriva di plebiscitarismo e personalizzazione, contribuendo alla ricostruzione della democrazia e, insieme, facendosi portatore fattivo di un nuovo assetto».
- Dal Pci alla rifondazione.

«Nel nostro paese, la storia del partito di massa ha coinciso con quella del Partito comunista italiano, straordinaria e originale costruzione politico-sociale. (...) Quel modello - il Pci - non è oggi riproducibile: come le altre esperienze del secolo, esso va riattraversato criticamente, in un paziente e rigoroso lavoro di confronto tra passato e presente, capace di ri-assumere e ri-utilizzarne le eredità, gli strumenti, le modalità tutt'oggi feconde. (...) Sia il 'modello movimentista' (oggi non dico neppure quello ideologico-settario) sia la mera riproduzione del 'modello Pci' conducono, per vie diverse, allo stesso risultato: a un partito di opinione, sradicato e minoritario nel primo caso, mero strumento di supporto alla presenza istituzionale, nel secondo caso».
- Il partito di massa e il radicamento sociale.

«Il nuovo soggetto da costruire opera, se così si può dire, su 360 gradi: tende a esercitare la propria presenza in tutti i luoghi significativi di aggregazione, da quelli di più antico insediamento e tradizione a quelli di recentissime costituzione, a partire dalla ricerca di un rinnovato baricentro di classe. (...) la presenza nel sindacato ha una centralità e specificità indiscutibili. (...) si può e si deve tornare a ragionare in termini di costruzione di una sinistra sindacale, capace di costituire una sponda significativa per i movimenti. Dobbiamo contribuire a far crescere dentro e fuori il sindacalismo confederale un nuovo sindacalismo di classe, autonomo e di massa (...) per agire il conflitto sociale e dar vita a nuove forme di democrazia non delegata e conflittuale. (...) In secondo luogo, c'è il rapporto con la galassia dell'associazionismo, dall'Arci al volontariato, con la larga parte, insomma, delle attività che si connettono al pur ambiguo 'terzo settore'. Il partito di massa non può che porsi come un interlocutore attivo e dialogante. (...) Dalla CGIL al 'no profit', dal volontariato alla Confesercenti, il partito di massa deve dispiegare una presenza forte e organica - non una lottizzazione subalterna, non una dispersione sommatoria nei rivoli neocorporativi della società attuale».
- Il partito di massa e il governo.

«Il partito di massa non può in questa fase, fare a meno di un rapporto organico con le politiche di governo - nazionali e locali. I movimenti non dispongono oggi della forza necessaria per accumulare forze, spazi, esperienze tali da consentire, in sé, quel condizionamento 'dal basso' che in altre epoche è stato praticato con risultati considerevoli. Per questo sull'interrogativo classico, stare al governo o all'opposizione, che certo non può essere eluso, prende il sopravvento l'interrogativo su come si compie questa scelta. Emerge così in piena luce la ragione forte per cui abbiamo deciso, per questa fase (cioè per proporci di aprire una nuova fase riformatrice), di stare nella maggioranza ma non nel governo. Le stesse ragioni per cui dovremmo poter scegliere diversamente qualora il nostro progetto non venisse premiato».
- Il partito della Rifondazione comunista.

«Rifondazione comunista è oggi un partito di opinione? Se con questo giudizio ci si riferisce allo scarto rilevante tra il consenso elettorale che il Prc ha guadagnato in questi anni e la sua consistenza organizzativa, si dice una verità parziale: che va cioè articolata e 'storicizzata'. (...) Perché non si espandono gli iscritti, i voti, le realtà organizzate, come sarebbe necessario e sembrerebbe possibile? E tuttavia la crescita del partito, nonostante tutto, si va producendo: ma con modalità disordinate, con intensità ed esiti tra di loro differenziati, e con un'efficacia che dipende in grande misura dal contesto ambientale, cioè dal grado relativo di densità della società civile e di politicità diffusa del territorio". Serve "un'innovazione della nostra cultura politica e organizzativa, della nostra prassi". Bisogna "passare dalla denuncia a una contestazione partecipata, capace di attivare un processo di trasformazione dell'esistente: cioè di immettere nella politica e nell'agire collettivo la dimensione del saper fare. Un compito tanto inedito per il partito di massa quanto necessario alla sua costruzione. (...) La dialettica che si prospettasse tra un partito degli eletti - visibile nelle istituzioni rappresentative, negli enti locali, nelle organizzazioni di massa - e un partito delle opinioni - asserragliato nei circoli di base e non produttivo di iniziativa politica - non porterebbe Rifondazione molto lontano. Il partito di massa di cui c'è oggi vitale necessità opera su tre livelli: la riorganizzazione del conflitto, dell'agire collettivo e della 'società civile densa'; la capacità di permeare la sfera del governo e dei governi delle domande dei movimenti; la ricostruzione di una teoria politica finalizzata alla ricomposizione di classe e alla trasformazione della società capitalistica. Per attraversare con efficacia questi difficili passaggi, esso deve, in senso forte, farsi società trasformando le sue sedi in punti di riferimento, pur parziali, di ricomposizione e riaggregazione sociale, in sedi del saper fare, in nuove moderne Case del popolo, laboratori, sedi di incontro attivo tra vecchi e nuovi bisogni di politica. La lezione di Antonio Gramsci torna sospingerci verso nuove frontiere e nuove casematte».
Nei numeri successivi ci saranno nuovi articoli in appoggio ora delle tesi del presidente, ora di quelle del segretario.
Il 2 marzo in DN si scontrano Cossutta e Bertinotti sul ruolo da dare al PRC dentro la maggioranza. L'astio fra i due (e le rispettive fazioni) è ormai un continuo crescendo.
A 7 anni dalla nascita del PRC, inizia a farsi rovente la convivenza tra molti dei quali venivano dal vecchio Pci di Palmiro Togliatti ed Enrico Berlinguer, e chi veniva dalla cosiddetta "nuova sinistra" e dal socialismo radicale (DP, PSIUP, ecc.), più favorevoli a svolte movimentiste e di autonomia radicale da tutte le altre forze politiche.
Proprio quando inizia la discussione sulla legge finanziaria 1999, è ormai evidente la frattura fra "cossuttiani" e "bertinottiani" e lo stesso responsabile economico del PRC, Nerio Nesi, in agosto viene attaccato dal segretario Bertinotti, perché favorevole al compromesso col governo. Si inizia a parlare pubblicamente di scissione.
Il 3 settembre si decide di tenere il IV congresso nei primi mesi del 1999, per una trasparente resa dei conti fra le due sottocorrenti della maggioranza.

## Prodi, Cossutta e Bertinotti: la crisi del 1998
Il 16 settembre si inizia ad analizzare la finanziaria 1999, ma Bertinotti è pessimista. Un secondo incontro avviene il 23 dove il governo presenta nuove modifiche, ma Bertinotti boccia ancora perché manca quella "svolta" tanto auspicata. Così il governo va avanti da solo e il 25 vara la manovra di 14.700 miliardi di Lire. A questo punto il 1º ottobre Prodi chiarisce che se non sarà accetta la finanziaria così com'è, il governo cadrà perché indisponibile a fare governi dalle larghe intese.
I destini del governo Prodi vengono decisi in un rovente Comitato Politico Nazionale il 3 e 4 ottobre a cui partecipano 332 membri su 338, e alla fine del quale si votano quattro mozioni:
- mozione Bertinotti (188 voti/50,15%) - votata da bertinottiani, cossuttiani dissidenti (futura componente L'Ernesto) e 23 trotzkisti maitiani (componente Bandiera Rossa), per non votare la legge finanziaria (e dunque far cadere Prodi)
- mozione Cossutta (112 voti/34,04%), per lasciare ancora aperta la trattativa politica con il governo
- mozione Ferrando (24 voti/7,29%), come la prima, ma più critica e autonoma
- mozione Patta (5 voti/1,52%), per mediare fra la prima e la seconda mozione

Alla votazione si astengono in 3.
Per i cossuttiani quel voto rappresentava un «atto antistatutario» perché un semplice CPN, per quanto rappresentativo di tutto il partito, non poteva cambiare la strategia politica fondamentale del partito, cosa che poteva fare solo un congresso nazionale, cioè la massima istanza.
Il 5 ottobre Armando Cossutta si dimette da presidente del partito, mentre i parlamentari comunisti il 6 respinsero a larga maggioranza la linea di rottura con le altre forze democratiche, ma affermando che si sarebbero adeguati alle decisioni del partito in quanto «vincolati dalla propria appartenenza al partito».
Tuttavia alcune centinaia di militanti e dirigenti locali vicini a Cossutta, non riconoscendosi nella decisione del CPN, si autoconvocarono presso il Palazzo delle Esposizioni di Roma per il 7 ottobre, appellandosi perché non si arrivasse alla rottura con Prodi per impedire il ritorno delle destre al potere. L'assemblea fu guidata da Iacopo Venier, segretario della federazione di Trieste e, in quell'occasione, venne firmato un appello intitolato: Non c'è salvezza per il partito se rompe con il popolo, con i lavoratori, con il Paese.
Così, il 9 ottobre, il capogruppo comunista alla Camera, Oliviero Diliberto, annunciò, durante il dibattito sulla mozione di fiducia al governo, che la maggioranza assoluta del gruppo parlamentare avrebbe votato a favore del Governo Prodi. Bertinotti si dichiarò invece per la sfiducia. Pochi minuti dopo, il governo cadeva per un voto.
Due giorni dopo, i cossuttiani della seconda mozione, con una scissione, diedero vita al Partito dei Comunisti Italiani, aderendo contestualmente all'Ulivo.
Si procede così alla costituzione di nuovi governi, prima a guida di Massimo D'Alema, poi di Giuliano Amato. Rifondazione ne rimane sempre fuori e il gelo con i partiti dell'Ulivo è destinato a durare fino al 2003.
Il 17 ottobre, nel corso di una manifestazione nazionale del PRC, si iscrive al partito Sandro Curzi che il 3 novembre sarà nominato direttore di Liberazione. Chiude invece il mensile Rifondazione.